# Epic Pinball
Epic Pinball est un jeu vidéo de flipper développé par Digital Extremes et édité par Epic MegaGames, sorti en 1993 sur DOS.

## Accueil
- Aktueller Software Markt : 11/12[1]